# John Ajvide Lindqvist
John Erik Ajvide Lindqvist, ogift Lindqvist, född 2 december 1968 i Blackeberg i Stockholm, är en svensk författare. Han är mest känd för romaner och noveller med skräcktema.

## Biografi
Lindqvist föddes i ett arbetarklasshem och växte upp i Blackeberg, en förort till Stockholm. Modern arbetade på en lunchrestaurang och som tidningsbud för att senare bli hemvårdare åt Lindqvists mormor; innan hon pensionerades arbetade hon även på ett äldreboende. Hans far, Ingemar Pettersson, var fiskare och sågverksarbetare och arbetade på varv innan han blev sjukpensionär. I hela grundskolan utsattes Lindqvist för mobbning. Enligt Lindqvist själv så lyckades han till slut själv sätta stopp för trakasserierna genom att sätta eld på en av sina mobbares skåp före en klassresa.
Lindqvist började tidigt att ägna sig åt trolleri som hobby, och klarade inträdesprovet för juniorer till trolleriföreningen Svensk Magisk Cirkel när han var 13. Lindqvist har själv beskrivit sitt medlemskap i föreningen som det första sammanhanget där han känt gemenskap och fått välja sina egna vänner. Lindqvist blev starkt engagerad i trolleri och uppträdde som gatuartist i Gamla stan i yngre tonåren. Han fokuserade på close-up-trolleri (med fokus på fingerfärdighet och småtrick) och tävlade i svenska och nordiska mästerskap och vid ett tillfälle även vid junior-VM i Haag. Hans deltagande var framgångsrikt och han blev vän med trollkonstnären Carl-Einar Häckner.
I gymnasiet gick Lindqvist treårig naturvetenskaplig linje. Gymnasietiden blev enligt honom själv en vändning efter den svåra tiden i grundskolan, och han blev bland annat redaktör för skoltidningen och ansvarade för den årliga soarén.
Lindqvists far drunknade 1998 när han var ute på sjön, en förlust som drabbade Lindqvist hårt.
Framträdandena som illusionist gav Lindqvist scenvana, något som gjorde att han lättare kunde gå vidare till att bli komiker. Vid 19 års ålder gjorde Lindqvist sina första framträdanden som ståuppare, även det i Gamla stan på klubben Västermans hörna. Efter att ha debuterat i Visby på inbjudan av Babben Larsson ägnade han sig åt ståuppkomik i tolv år, som artist, men fokuserade senare mer på att skriva material åt andra komiker, bland annat Ulla Skoog och Lasse Lindroth (även känd som "Ali Hussein"). Under tidigt 1990-tal sändes hans stand-up-uppträdanden vid flera tillfällen på SVT i programmet Släng dig i brunnen.
Lindqvist är gift med Mia Ajvide (född 1950), före detta arkeolog och numera publicerad poet. Tillsammans har de en son. De är bosatta i Norrtälje kommun.

## Författarskap
Lindqvist debuterade som författare och fick sitt genombrott 2004 med vampyrromanen Låt den rätte komma in som utspelar sig i Blackeberg i början av 1980-talet. Boken har blivit såld till över trettio länder. Han har därefter skrivit zombieromanen Hanteringen av odöda (2005), som har getts ut i åtta länder. Hans tredje bok är novellsamlingen Pappersväggar (2006). Hans fjärde bok, Människohamn, gavs ut sommaren 2008. Våren 2010 gavs romanen Lilla stjärna ut.
Förutom böcker har Lindqvist skrivit manus till SVT:s dramaserie Kommissionen och stora delar av materialet till teveserien Reuter & Skoog, samt även manus till filmversionen av Låt den rätte komma in. Hanteringen av odöda har varit under planering för filmatiseras av produktionsbolaget Tre Vänner som har köpt rättigheterna. De planerar att göra en TV-serie och film av romanen. 2006 var Lindqvist sommarpratare i Sveriges Radio P1.

### Låt den rätte komma in
Låt den rätte komma in (2004) är en skräckroman som utspelar sig i Stockholmsförorten Blackeberg på 1980-talet. Tolvårige Oskar är mobbad och han drömmer om att bli en hämnare, att slippa skolan och om att straffa sina plågoandar Jonny och Micke. Människor dras in i ondskans virvel medan Oskar blir förälskad i den nyinflyttade och mycket egendomliga Eli.
Boken har även givits ut i en lättläst version med titeln Vampyren i Blackeberg. Titeln, Låt den rätte komma in, syftar på att en vampyr måste bli inbjuden för att kunna gå i någons hem, något som Lindqvist finner moraliskt fascinerande med dem. Det är även titeln på den brittiske sångaren Morrisseys låt Let the Right One Slip In.
I samband med tjugoårsjubileet av Låt den rätte komma in utkom i maj 2024 en jubileumsutgåva av romanen.

### Hanteringen av odöda
Hanteringen av odöda (2005) är en skräckroman som utspelar sig i Stockholm. Gustav Mahler, en pensionerad journalist, sörjer barnbarnet Elias död och är trött på livet. En onaturlig hetta har haft grepp om Stockholm och en dag får Gustav ett samtal från Danderyds sjukhus om att nyligen avlidna nu vaknat till liv. Gustav beger sig då till Elias grav. Andra framstående huvudpersoner är David - en ståuppkomiker, samt den religiösa änkan Elvy och hennes barnbarn Flora. Boken har även getts ut i en lättläst version som heter När de döda vaknar.

### Pappersväggar
Pappersväggar (2006) innehåller en samling fristående berättelser där läsaren bland annat får möta en man som söker fånga döden och en tvåbarnsmor som blir besatt av ett fruset lik. Berättelsen Sluthanteringen kan ses som en fortsättning på författarens tidigare utgivna roman Hanteringen av odöda (2005).

### Människohamn
Handlingen kretsar kring Anders som i jakt på sin försvunna dotter nystar upp ön Domarös märkliga historia. Domarö är en fiktiv plats i Stockholms skärgård. Romanen har, som sina föregångare, många övernaturliga inslag. Människohamn är både en skräckroman och en bred episk berättelse från Stockholms skärgård – en saga om kärlek, hat och magi.

### Lilla stjärna
Lilla stjärna (2010) börjar med att den före detta svensktoppsstjärnan Lennart hittar ett litet barn i skogen. Han och hans hustru behåller barnet, som visar sig ha en underlig förmåga; det kan sjunga i perfekt rena toner/sinustoner. Hon växer upp i en källare i tron om att i fall hon går utanför huset kommer "De Stora" att ta henne. Hon är sluten i sig själv, och benämner sig själv som "liten". Flickan får en väldigt speciell världsbild, och tror att det finns något i människornas huvuden som kan fångas, och hjälpa en liten stjärna att leva. Jämnårig med Theres, som parets vuxne son Jerry kallar henne, föds Teresa, en till synes helt vanlig flicka. Men redan innan tonåren börjar en viss ångest utvecklas. Teresa blir allt mer mobbad i skolan och självmordslusten växer till slut fram på riktigt under pubertetens olidliga intrång. 
Via Internet får Theres och Teresa kontakt. De två flickorna börjar träffa varandra regelbundet och ett starkt band mellan dem utvecklas. Theres introducerar Teresa till sina makabra filosofier, och tillsammans sätter de igång en serie händelser som leder fram till blodigt kaos.

### Låt de gamla drömmarna dö
I Låt de gamla drömmarna dö (2011) har John Ajvide Lindqvist samlat texter skrivna under lång tid som noveller, sketcher, kåserier, recensioner och Sommarprogrammet från 2006 samt ett specialskrivet förord. Inkluderad är novellen som gett samlingen dess namn, och som ger svaret på vad som hände Oskar och Eli sedan de stigit av tåget där Låt den rätte komma in slutade. Vissa av texterna har publicerats tidigare, däribland följetongen Tindalos och långnovellen "Ansiktsburk", andra är helt nyskrivna eller har bara framförts på scen.

### Himmelstrand
Himmelstrand (2014) är en originell historia om tio människor som är så tragiska, absurda och modiga som väldigt vanliga människor ofta är. Och som alla tvingas välja mellan ont och gott, mellan splittring och gemenskap

### Rörelsen – den andra platsen
Rörelsen den andra platsen (2015) är en prequel till John Ajvide Lindqvists roman Himmelstrand. Det är en berättelse om vår strävan efter sanning och samhörighet och priset vi är villiga att betala, om Stockholm i mitten av 80-talet, trolleri och socialdemokrati. Den är den andra delen i trilogin »Platserna« som kommer att avslutas med X den sista platsen.

### Våran hud, vårat blod, våra ben
Våran hud, vårat blod, våra ben (2016) innehåller en samling skräckberättelser med omisskännlig John Ajvide Lindqviststämning, som utspelar sig i ett samtida Sverige, men precis utanför vårt synfält. Vi får möta en samling vardagliga gestalter och ett antal mindre vardagliga, såsom spöken, vampyrer, varulvar, mylingar, tomtar, zombies och så ett havsmonster.
Titelberättelsen nominerades till British Fantasy Award för bästa novell och är enligt John Ajvide Lindqvist själv det otäckaste han skrivit i det korta formatet.

### X – den sista platsen
X – den sista platsen kom ut hösten 2017 och knyter ihop trådarna från Himmelstrand och Rörelsen – den andra platsen.

### Prosa
- 2004 – Låt den rätte komma in
- 2005 – Hanteringen av odöda
- 2006 – Pappersväggar
- 2006 – Majken
- 2006 – Elda telefonkataloger (novell, Färdlektyr)
- 2007 – Tindalos  (publicerad som ljudbok via Dagens Nyheters webbsajt).[16][17]
- 2008 – Människohamn
- 2009 – Fulet (novell, Galago #95)
- 2009 – Ansiktsburk av Erik Pettersson (Filmkonst 121)
- 2010 – Lilla stjärna
- 2011 – Låt de gamla drömmarna dö
- 2011 – Tjärven (endast som e-bok och ljudbok)
- 2012 – The music of Bengt Karlsson, murderer (novell i antologin A book of horrors)
- 2012 – Sulky och Bebbe regerar okej (med Mia Ajvide)
- 2013 – Ett informellt samtal om den nuvarande situationen (med Tomas Alfredson)
- 2013 – Come unto me (novell i antologin Fearie tales)
- 2014 – Himmelstrand
- 2014 – Speciella omständigheter (novell)
- 2015 – Rörelsen, den andra platsen
- 2016 – Våran hud, vårat blod, våra ben
- 2017 – X: Den sista platsen
- 2017 – The Keeper's Companion (novell i antologin Varsel i Mörkret)
- 2018 – Gräns
- 2021 – Vänligheten
- 2022 – Verkligheten
- 2022 – Skriften i vattnet
- 2023 – Sommaren 1985
- 2024 – Rummet i jorden
- 2025 – Anden i maskinen
- 2025 – Svinen

### Dramatik
- 2012 – Fem kända musiker döda i seriekrock
- 2012 – Ett informellt samtal om den nuvarande situationen (med Tomas Alfredson)
- 2014 – Storstugan – En pyromans berättelse
- 2019 – De Obehöriga

## Erkännande och i kulturen

### Priser och utmärkelser
- 2005 – Nöjesguidens pris bästa läsning (delat med Fredrik Strage och Klas Östergren)
- 2007 – Stipendium till Harry Martinsons minne[18]
- 2008 – Göteborgs-Postens litteraturpris
- 2008 – Stiftelsen Selma Lagerlöfs litteraturpris
- 2008 – Guldbagge för bästa manus till filmatiseringen av Låt den rätte komma in

### Filmatiseringar
- 2008 – Låt den rätte komma in, regi Tomas Alfredson
- 2008 – Majken, regi Andrea Östlund – novellfilm
- 2008 – Pappersväggar, regi Tomas Stark – novellfilm
- 2010 – Let Me In, regi Matt Reeves
- 2018 - Gräns, regi Ali Abbasi
- 2024 - Hanteringen av odöda, regi av Thea Hvistendahl